# Sprydstage
Sprydstagen er noget man bruger for at få sejlet til at folde sig helt ud. Sprydstagens pres på sejlet kan justeres på "sprydningen". Der kan være underspryd og overspryd i sejlet. Sprydstagsejl kaldes på engelsk spritsail.
| Vandsport/vandtransport | Spire Denne vandsports- eller vandtransportsartikel er en spire som bør udbygges. Du er velkommen til at hjælpe Wikipedia ved at udvide den. |